# Hessisches Ministerium für Familie, Senioren, Sport, Gesundheit und Pflege
Das Hessische Ministerium für Familie, Senioren, Sport, Gesundheit und Pflege (HMFG) ist ein 2024 gegründetes Ministerium mit Sitz in Wiesbaden. Ministerin ist seit Gründung Diana Stolz (CDU). Als Staatssekretärin steht ihr Sonja Optendrenk (CDU) zur Seite. Ihm ist das Hessische Landesamt für Gesundheit und Pflege nachgeordnet.

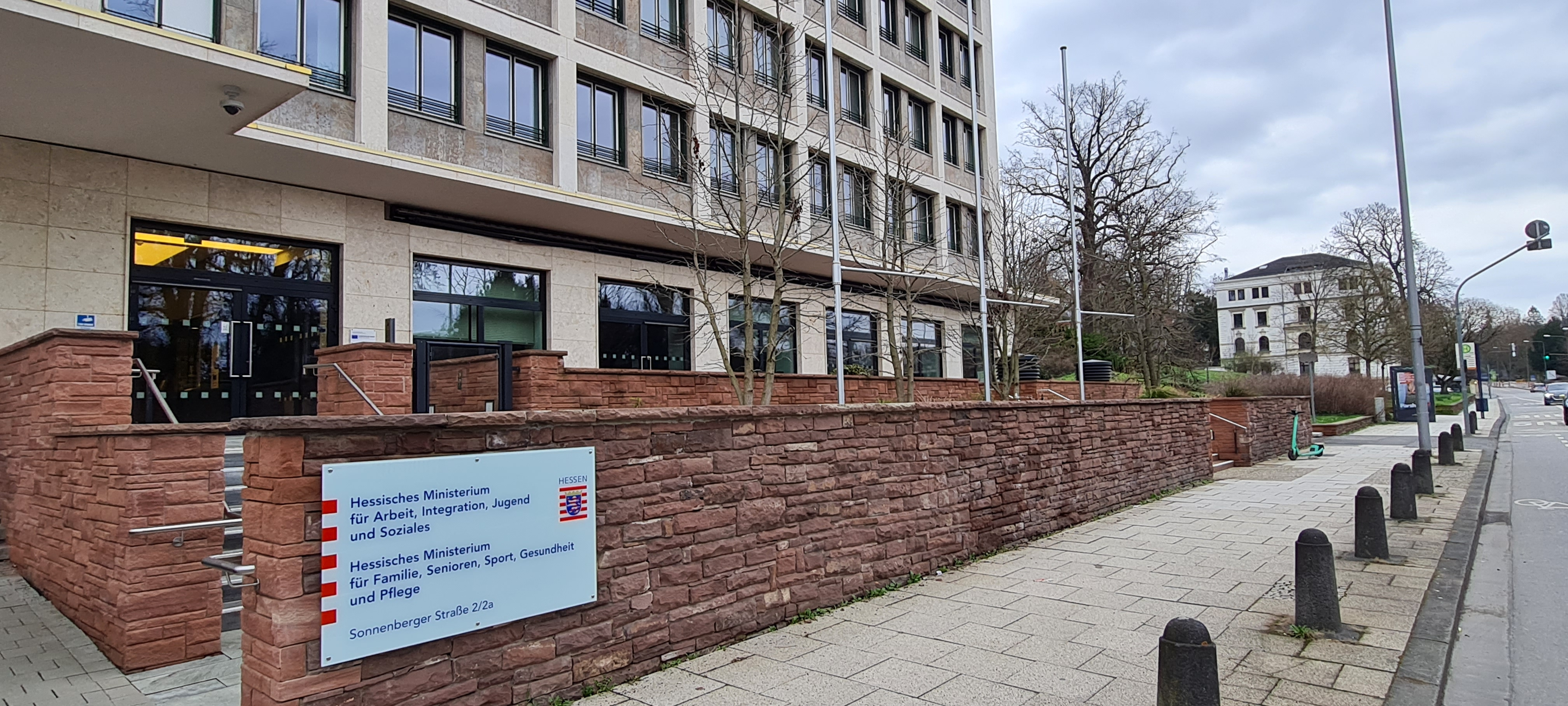
Dienstgebäude